# Prosiměřice
Prosiměřice (deutsch Proßmeritz) ist eine Minderstadt in Südmähren, Tschechien. Der Ort liegt etwa zehn Kilometer nordöstlich von Znojmo (Znaim).

## Geographie

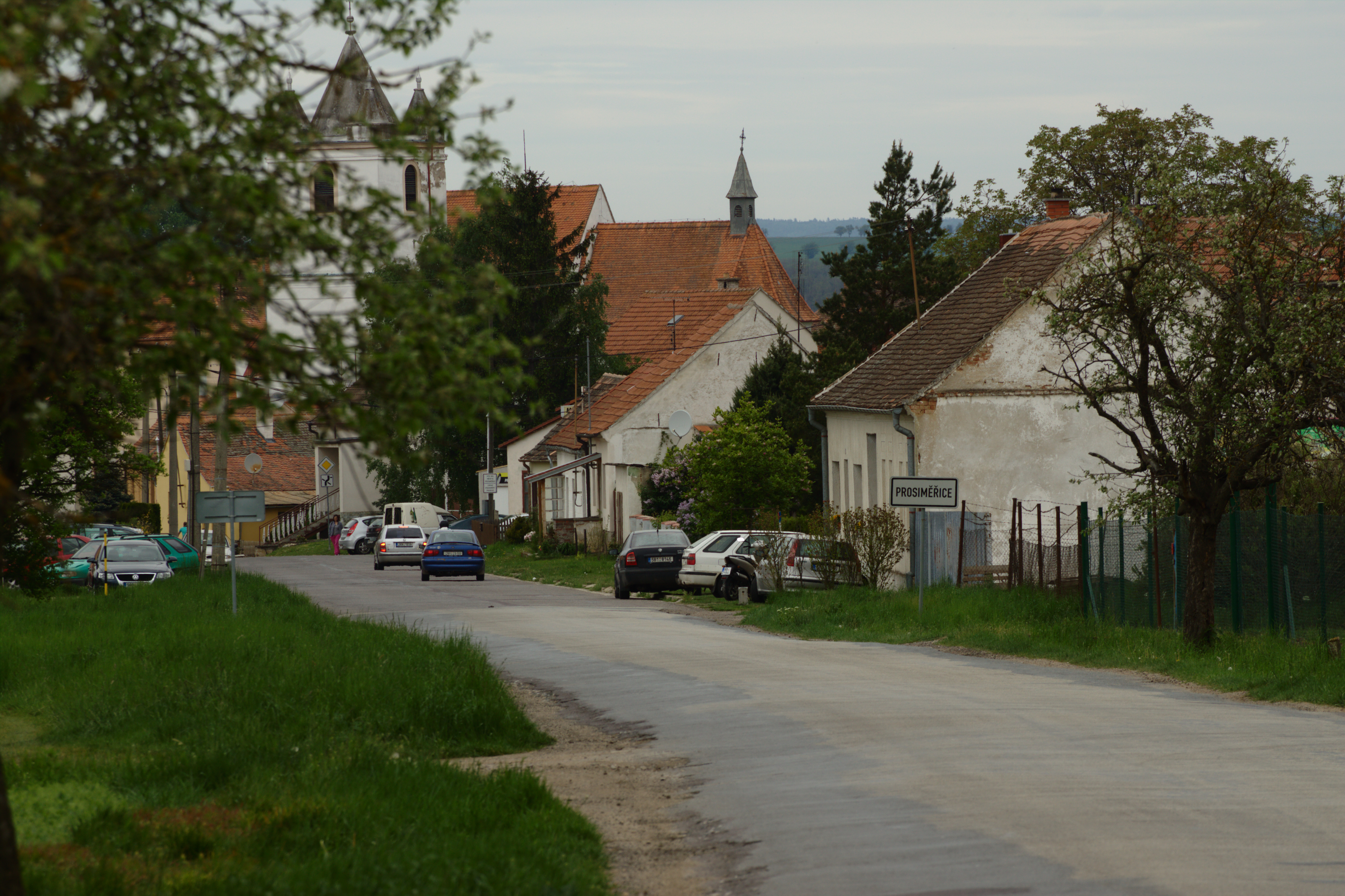
Straße in Prosiměřice

Prosiměřice befindet sich rechtsseitig der Jevišovka in der Thaya-Schwarza-Senke.
Nachbarorte sind Vitonice (Wainitz) im Norden, Stošíkovice na Louce (Teßwitz an der Wiese) im Osten, Bantice (Panditz) im Süden, Těšetice (Töstitz) im Südwesten und Kyjovice (Gaiwitz) im Westen. Der Ort selbst ist als ein Straßendorf angelegt.

## Geschichte
Die erste urkundliche Erwähnung des Ortes erfolgte im Jahre 1226, wo Ottokar I. den Ort dem Kloster Bruck schenkte. Das Kloster erhielt aber erst ab 1293 die Zehentabgaben des Ortes. Im 14. Jahrhundert gehörte ein Teil der Ortschaft zur Herrschaft Jaispitz. Bereits im Jahre 1435 erhält der Ort seinen dritten Jahrmarkt. Diese wurden immer am Montag nach Palmsonntag, am 1. September und am 21. Dezember abgehalten. Am 20. September 1540 wurde Proßmeritz durch den böhmischen König und späteren Kaiser Ferdinand I. zum Markt erhoben. Im Laufe der Jahre änderte sich die Schreibweise des Ortes mehrmals. So schrieb man 1226 „Prozimiriz“, 1241 „Prosmeric“ und bereits ab 1251 „Prosmeritz“.
Während des Dreißigjährigen Krieges (1625) erhielt das Haus Liechtenstein die Herrschaft über Proßmeritz. Damit wurde der Ort auch ein Teil der Herrschaft Kromau. Die Matriken werden seit 1652 geführt. Auf der „Galgenhöhe“ Richtung Töstitz sollen zu dieser Zeit Hinrichtungen stattgefunden haben. Im 18. Jahrhundert wurde der eine Teil des Ortes von der Herrschaft Kromau und der andere Teil von dem Kloster Bruck verwaltet. Um 1780 wird eine Schule in Proßmeritz gebaut.
Während der Koalitionskriege wurde der Ort zweimal (1805 und 1809) von französischen Truppen besetzt, wobei es zu Plünderungen kam. Im 19. Jahrhundert wüteten in den Jahren 1821, 1829 und 1842 Großbrände im Ort, die schwere Verwüstungen anrichteten. Aufgrund dieser Brände wurde bereits im Jahre 1875 eine Freiwillige Feuerwehr ins Leben gerufen. Im Jahre 1884 wird die Schule auf drei Klassen erweitert und die Kinder von Gaiwitz nach Proßmeritz eingeschult. Der größte Teil der Bevölkerung lebte von der Landwirtschaft, wobei der in Südmähren seit Jahrhunderten gepflegte Weinbau kaum eine Rolle spielte. So überstieg die Menge des produzierten Weins nie den Eigenbedarf des Ortes. Weiters wurden neben verschiedenen Getreidesorten noch Hackfrüchte, Zuckerrüben und Gurken angebaut. Neben dem üblichen Kleingewerbe gab es noch drei Mühlen, einen Arzt und eine Molkerei in Proßmeritz.
Nach dem Ersten Weltkrieg fiel die südmährische Ortschaft Proßmeritz, deren Bewohner 1910 zu 100 % deutschsprachig waren, an die Tschechoslowakei. Mit dem Münchner Abkommen am 1. Oktober 1938 wurde der Ort Teil des deutschen Reichsgaus Niederdonau. Von 1939 bis 1945 war Proßmeritz mit den Nachbargemeinden Bonitz, Gaiwitz und Wainitz zusammengefasst.
Nach dem Ende des Zweiten Weltkrieges kam die Gemeinde wieder zur Tschechoslowakei zurück. Ungefähr die Hälfte aller Bürger von Proßmeritz flohen oder wurden über die Grenze nach Österreich vertrieben. Bis auf zwei Personen wurden die restlichen 206 Bewohner zwischen dem 22. Juni und dem 27. August 1946 offiziell nach Deutschland zwangsausgesiedelt. Der Ort wurde neu besiedelt. Die meisten Vertriebenen wurden in Deutschland ansässig. Zwei ehemalige Proßmeritzer wanderten nach Kanada und einer in die USA aus.
Seit dem 5. August 1949 ist Bohunice wiederum in Prosiměřice eingemeindet.

## Ortsgliederung
Für den Městys Prosiměřice sind keine Ortsteile ausgewiesen. Zu Prosiměřice gehört die Ortslage Bohunice (Bonitz).

## Wappen und Siegel
Das erste erwähnte Siegel stammt aus dem Jahr 1637. Es zeigt in einer Umschrift einen links gewendeten aufrecht sitzenden Hasen. Im 18. Jh. hatte der Ort zwei Siegel, da die Gemeinde von zwei Herrschaften verwaltet worden ist. Das Siegel der Herrschaft Kromau führte weiterhin einen links schauenden aufrecht sitzenden Hasen, während der Ortsteil unter der Verwaltung des Klosters Bruck einen rechts laufenden Hasen zwischen den Großbuchstaben „G-P“ zeigt.
Das Wappen des Ortes zeigt einen Männchen machenden naturfarbenen Hasen im grünen Feld.

## Bevölkerungsentwicklung
| Volkszählung | Einwohner gesamt | Volkszugehörigkeit der Einwohner | Volkszugehörigkeit der Einwohner | Volkszugehörigkeit der Einwohner |
| Jahr         | Einwohner gesamt | Deutsche                         | Tschechen                        | Andere                           |
| ------------ | ---------------- | -------------------------------- | -------------------------------- | -------------------------------- |
| 1880         | 567              | 541                              | 24                               | 2                                |
| 1890         | 518              | 518                              | 0                                | 0                                |
| 1900         | 500              | 499                              | 0                                | 1                                |
| 1910         | 494              | 494                              | 0                                | 0                                |
| 1921         | 478              | 440                              | 23                               | 15                               |
| 1930         | 498              | 465                              | 24                               | 9                                |

## Sehenswürdigkeiten
- Pfarrkirche des hl. Ägidius (13. Jahrhundert) zwei Altarbilder von Franz Anton Maulbertsch, restauriert im Jahre 1837
- Kapelle mit spätromanischem Turm (16. Jahrhundert) und Fresken von Josef Winterhalter[11]
- Statue des hl. Johannes von Nepomuk und des hl. Florians.
- Kriegerdenkmal

## Persönlichkeiten
- Horst Walka (* 1942), Leiter der Österreichischen Nationalbank / Niederlassung St. Pölten